# Чильян-Вьехо
Чильян-Вьехо (исп. Chillán Viejo) — город в Чили. Административный центр одноимённой коммуны. Население — 18 827
человек (2002). Город и коммуна входит в состав провинции Дигильин и области Ньюбле.
Территория коммуны — 291,8 км². Численность населения — 26 926 жителей (2007). Плотность населения — 92,28 чел./км².

## Расположение
Город расположен в 4 км юго-западнее административного центра области — города Чильян.
Коммуна граничит:
- на севере — с коммуной Чильян
- на востоке — с коммуной Чильян
- на юге — с коммуной Сан-Игнасио, Бульнес
- на западе — с коммуной Чильян

## Демография
Согласно сведениям, собранным в ходе переписи Национальным институтом статистики, население коммуны составляет 26 926 человек, из которых 13 278 мужчин и 13 648 женщин.
Население коммуны составляет 1,36 % от общей численности населения области Био-Био. 13,52 % относится к сельскому населению и 86,48 % — городское население.